# Sant Julià de les Medes
Sant Julià de les Medes és una obra de Sant Aniol de Finestres (Garrotxa) inclosa a l'Inventari del Patrimoni Arquitectònic de Catalunya. La capella de Sant Julià de les Medes està ubicada dalt de la Serra de Finestres i es troba mig amagada per la vegetació. A prop hi ha Sant Joan de les Medes.

## Descripció
Té una sola nau, que fou sobrealçada, utilitzant aquest espai com a colomar. L'absis, a llevant, és semicircular i conserva part de l'antiga coberta de llosa. Actualment no disposa de campanar.
Va ser bastida amb pedra menuda; el teulat és a dues aigües, sostingut per bigues de fusta, cadirat, llates i teules col·locades a salt de garsa. La porta és a ponent, feta de senzilles dovelles; damunt d'ella un òcul dona llum a la nau i una gran obertura ventila l'espai superior.
El seu interior es troba totalment descuidat, i actualment s'utilitza per guardar bales de palla. L'esglesiona, d'uns vuit metres de llargada per quatre d'amplada, està en mal estat de conservació.

## Història
D'aquest indret es tenen poques referències documentals; havia estat associat al terme del castell de Finestres, i va pertànyer també als barons de Santa Pau.